# 롬 이미지

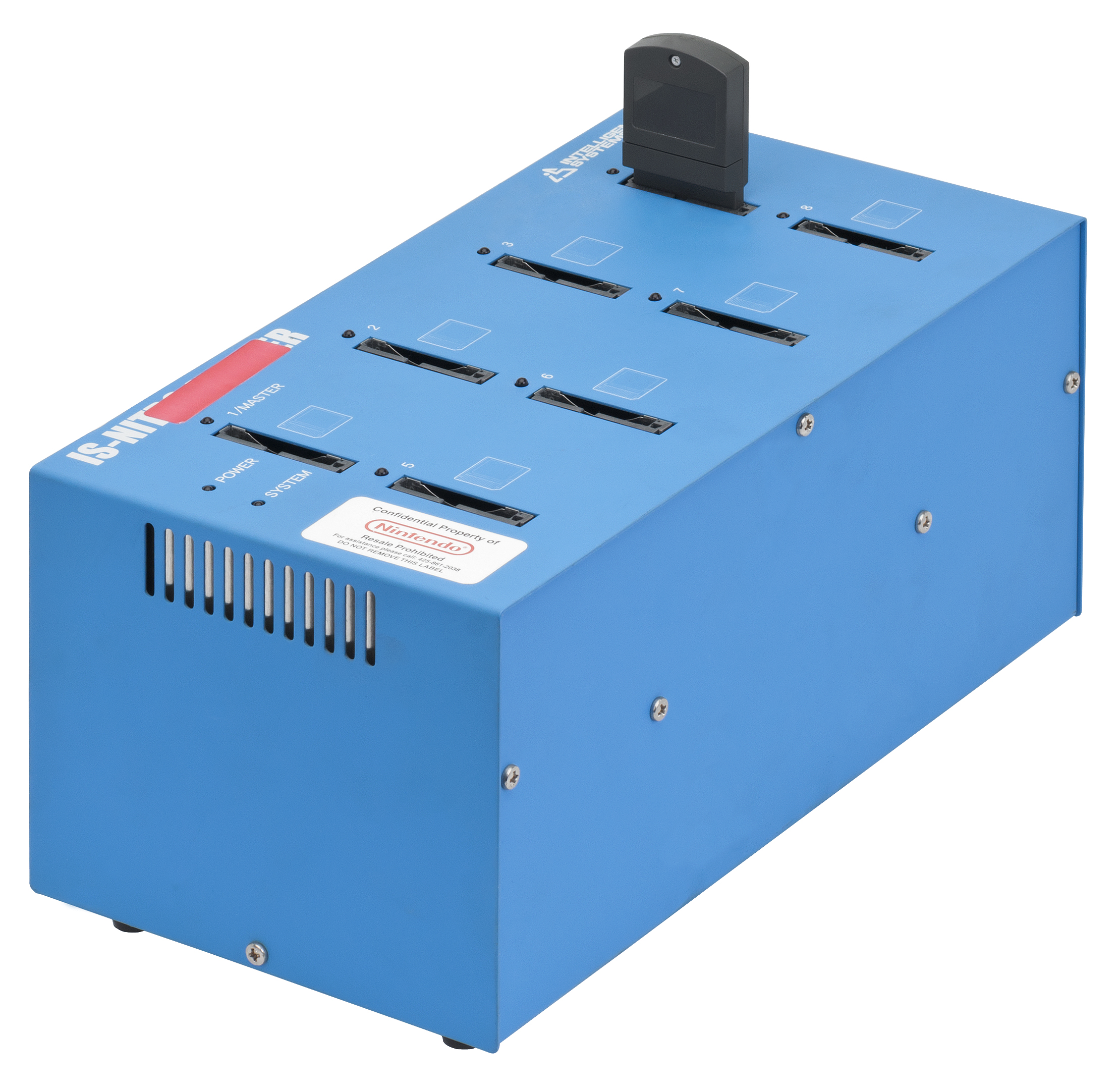
게임 개발자들은 ROM 버너(예: 닌텐도 DS용 인텔리전트 시스템즈 버너)를 사용하여 디버깅과 품질 검증 테스트를 위해 ROM 이미지를 미디어로 복사한다.

ROM 이미지(ROM image) 또는 ROM 파일(ROM file)은 비디오 게임 카트리지, 컴퓨터의 펌웨어, 아케이드 게임의 메인보드 등 고정 기억 장치 칩의 데이터 사본을 포함하는 컴퓨터 파일이다.
이 용어는 종종 에뮬레이션 문맥에서 사용되며 오래된 게임이나 컴퓨터 펌웨어는 현대의 컴퓨터에서 ROM 파일로 복사되며 에뮬레이터로 알려진 소프트웨어를 사용하여 컴퓨터 상에서 실행이 가능하다.

## 제작

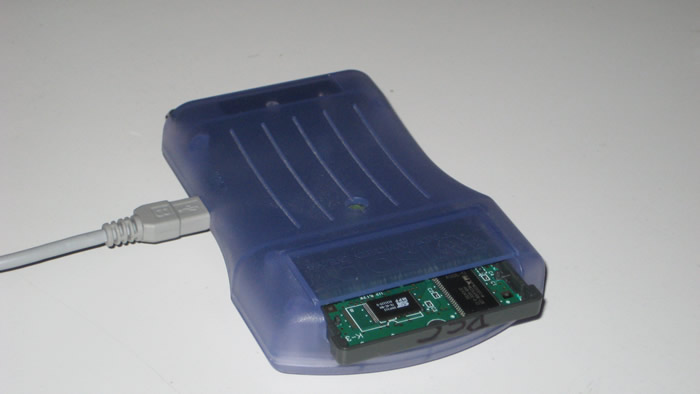
게임보이 어드밴스용 ROM 덤핑 장치.

ROM은 "덤핑"(dumping)이라는 프로세스를 통해 전용 장치를 사용하여 카트리지 기반 게임 및 수많은 아케이드 머신에서 볼 수 있는 읽기 전용 메모리 칩에서 복사될 수 있다. 대부분의 일반적인 가정용 비디오 게임 시스템의 경우 이 장치들은 폭넓게 이용이 가능한데, 닥터 V64나 Retrode와 같은 것을 예로 들 수 있다.
아케이드 머신으로부터 ROM을 덤핑하는 것은 실제로 상당히 커스터마이즈된 PCB이며 종종 상당한 전문 지식과 더불어 각 머신별로 개별 설정이 필요하다.

### 복사 보호 매커니즘
ROM 이미지가 종종 컴퓨터 게임의 이력을 보존하는 수단으로 사용되지만 현대 게임의 인가되지 않은 복제 및 재배포를 쉽게 하기 위한 목적으로도 사용된다. 이로 인해 제품 판매량을 잠재적으로 감소시키는 것으로 간주되어 수많은 게임 회사들은 오리지널 게임을 플레이할 수 있게 하면서도 복제를 방지하는 기능들을 신규 게임들에 통합하였다. 이를테면 닌텐도 게임큐브는 비표준 8 cm DVD와 같은 광 미디어를 사용하여 장기간 게임을 PC로 복사하지 못하도록 하였다. 보안 취약점이 판타지 스타 온라인 에피소드 I & II에서 발견되기 전까지 가능하였으며, 디스크를 읽기 위해 게임큐브 자체를 사용하여 게임큐브 게임들이 PC로 성공적으로 복사될 수 있었다.
SNK 또한 1999년 더 킹 오브 파이터즈륵 기점으로 네오지오 게임들에 보호 장치를 채용하였는데 그래픽스 ROM에 암호화 알고리즘을 사용하여 에뮬레이터에서 플레이하지 못하도록 막았다. 네오지오 에뮬레이션의 종말을 의미하는 많은 사람들이 있었으나, 2000년 초 즈음 해커들은 ROM의 암호화를 성공적으로 해제하여 덤프하는 방법을 찾아냈으며 네오지오 에뮬레이터에서 플레이가 가능해졌다.
자사의 아케이드 게임을 보호하는데 사용된 다른 회사로는 CPS-2 아케이드 기판을 잘 알려진 캡콤이 있다. 여기에는 중요한 복사 보호 알고리즘을 포함하였으며 1993년 시스템 출시 이후 7년 동안 깨지지 못했다. CPS2Shock 팀의 오리지널 크랙은 진정한 프로텍션 에뮬레이션이 아니었는데 그 이유는 XOR 테이블을 사용하여 오리지널 암호화를 넘어가게 하여 게임을 에뮬레이터에서 플레이할 수 있게 하였기 때문이다. 이들의 의도는 CPS-2 게임이 더 이상 수익성이 없을 때까지 기다렸다가(마지막 게임 출시 후 3년째) 암호화 방식을 공개하는 것이었다. 완전한 암호화 해제 알고리즘은 2007년 니콜라 살모리아(Nicola Salmoria), Andreas Naive, Charles MacDonald (MAME 개발팀 소속)에 의해 크랙되었다.
카트리지 게임에 사용된 또 다른 복사 보호 기법은 게임이 ROM에 쓰기를 시도하는 것이었다. 정품 카트리지에서는 이렇게 해도 아무 일이 일어나지 않으나 에뮬레이터들은 종종 쓰기를 성공하는 것을 허용한다. 비정품 카트리지 또한 ROM 대신 쓰기 가능한 칩을 사용하기도 했다. 쓰기가 성공했는지를 확인하기 위해 값을 읽음으로써 게임은 정품 카트리지에서 실행 중인지를 판별할 수 있었다. 다른 대안으로, 게임은 단순히 중요한 프로그램 명령의 덮어쓰기를 시도할 수 있으며 성공할 경우 플레이하지 못하게 된다.
게임보이 게임들 등의 일부 게임들은 카트리지 버스에 연결된 메모리 뱅크 컨트롤러와 같은 다른 하드웨어가 있었다. 게임은 특정한 ROM 영역에 기록을 시도함으로써 데이터를 하드웨어로 보내는 방식을 취했다. 그러므로 ROM이 쓰기가 가능하면 이 프로세스는 데이터를 손상할 수 있었다.
캡콤의 최신 아케이드 기판은 CP 시스템 III이다. 이 기판은 에뮬레이션 시도에 대해 저항하다가 2007년 6월 암호화 방식이 Andreas Naive에 의해 리버스 엔지니어링되었다. 현재 MAME과 CPS-2 에뮬레이터 Nebula 변종에 의해 구현되어 있다.

## 이용

### 에뮬레이션
비디오 게임 콘솔 에뮬레이터는 일반적으로 ROM 이미지를 입력 파일로 받는다.

### 소프트웨어 ROM
ROM 이미지는 임베디드 컴퓨터용으로 개발할 때 사용된다. 임베디드 컴퓨터용으로 개발 중인 소프트웨어는 임베디드 시스템에 사용할 ROM 칩에 기록하기 이전에 표준 컴퓨터에서 테스트하기 위해 ROM 파일로 기록하기도 한다.

### 디지털 보존
디지털 미디어의 수명은 짧은 편이다. 흑백 사진이 수세기 넘게 생존할 수 있지만 수많은 디지털 미디어는 고작 10년 이후 읽기가 불가능하게 될 수 있다. 이것이 문제가 되기 시작한 것이, 초기 컴퓨터 시스템은 50~60년 되었으나 초기 컴퓨터 비디오 게임 콘솔은 거의 30년 되었다. 시간이 지남에 따라 수많은 초기 컴퓨터와 비디오 게임이 새로운 미디어로 전송되지 않을 경우 생존하지 못할 것이라는 상당한 우려가 있다. 그러므로 보존에 대한 관심이 있는 사람들은 활발히 구형 아케이드와 비디오 게임을 찾아서 이들을 ROM 이미지로 덤프하는 것을 시도하고 있다. CD-ROM, DVD-ROM과 같은 표준화된 미디어에 저장하면 큰 노력을 들이지 않고도 차기 미디어로 복사가 가능하다.
저작권 보유자들에게 잠재적인 피해가 있음에도 대량의 ROM 이미지 파일의 디지털 배포 경향은 보존에 대한 긍정적인 영향도 있다. 시간이 지남에 따라 고전 게임들의 수많은 오리지널 ROM 복사본들의 품질이 저하되거나 파괴되거나 버려지지만 파일 형태의 사본은 전 세계로 배포됨으로써 이러한 게임들의 생존 가능성을 높여준다.

### 핵과 팬 번역
게임이 ROM 포맷으로 이용이 가능하게 되면 사용자가 수정이 가능하다는 의미가 된다. 그래픽을 바꾸고 게임 레벨을 변경하며 난이도를 조절하고 원래 불가능했던 게임 언어로 번역을 수행할 수 있다. 핵은 재미있는 형태를 취할 수도 있는데, 브라더스에 아프로 헤어스타일을 입히는 등 Afro Mario Brothers라는 제목의 NES 버전의 마리오 브라더스의 핵을 예로 들 수 있다. 메트로이드 리디자인 모드(Metroid Redesign mod)는 게임을 개조하고 새로운 목표를 추가하는 슈퍼 메트로이드의 핵이다.
수많은 장면이 게임을 다른 언어로 번역하기 위해 개발되고 있다. 수많은 게임들은 세계 일부 지역에서만 출시되는 경우가 있다. 이를테면 일본에 출시된 수많은 롤플레잉 비디오 게임들은 일본 밖 서부 동부 지역에 출시되지 못했다. 팬 번역자 그룹은 타이틀 수요를 충족하기 위해 게임 그 자체를 번역하곤 한다. 이를테면, 1995년 게임 테일즈 오브 판타지아는 공식적으로 일본에서만 출시되었다. DeJap Translations는 2001년에 게임의 화면 상 텍스트를 영어로 번역하였다. 이 밖에도 Vocals of Phantasia라는 이름의 프로젝트가 시작되어 게임의 실제 목소리를 번역하기 시작하였다. 공식 영어판은 해당 텍스트 번역이 공개된지 5년째인 2006년 3월까지 출시되지 않았다. 다른 예로는 컬트작 마더 2: 기그의 역습의 일본 유일의 시퀄인 마더 3(Mother 3)가 있다. 상당한 팬 반응과 영어 번역에 대한 상당한 요청에도 불구하고 닌텐도의 유일한 응답은 마더 3는 유럽에서 번역, 출시될 것이라는 것이었지만 이루어지지는 못했다. 그 대신, 팬 웹사이트 Starmen.net은 상당한 번역 프로젝트를 떠맡아서 2008년 10월에 마더 3의 번역판을 출시하였다. 이 번역은 팬들에 의해, 또 심지어는 닌텐도, 스퀘어닉스, 기타 산업 전문가들에 의해 칭찬을 받았다.
일본의 N64 게임 동물의 숲 또한 영어로 번역되었다. 이 게임은 원래 일본에서만 N64용으로 출시되었으나 닌텐도 게임큐브에 포팅된 다음 Animal Crossing으로 이름이 변경되었다.
핵은 그래픽 수정과 치트와 같은 단순한 트윅에서부터 게임의 완전한 재설계에 이르기까지 다양할 수 있으며, 이는 오리지널을 기반으로 하여 완전히 새로운 게임을 만들 수 있음을 의미한다.

## 비슷한 이미지 유형
컴퓨터 테이프에서 가져온 이미지 파일들은 디스크 이미지라고 하지만 플로피 디스크, CD-ROM(및 기타 디스크 포맷)으로부터 가져온 것들은 디스크 이미지라고 한다. 광 매체로부터 복사된 이미지는 ISO 이미지로도 부르는데 이는 광 매체에 대한 표준 파일 시스템 중 하나인 ISO 9660에서 딴 것이다.
다른 미디어로부터 이미지를 만드는 것은 상당히 쉬운 편이므로 규격화된 하드웨어를 통해 수행할 수 있다. 이를테면 자기 테이프(이를테면 싱클레어 ZX80 컴퓨터)에 저장된 게임들로부터 디스크 이미지를 제작하는 일은 일반적으로 PC 사운드 카드의 라인 인(line-in)에 연결된 표준 테이프 레코더 플레이어를 사용하여 자기 테이프를 재생함으로써 이루어진다. 그 뒤 다른 프로그램을 사용하여 오디오 파일로 녹음한 다음 다른 이미지 파일로 전송된다. 이처럼 수많은 CD와 DVD 게임들은 표준 PC CD/DVD 드라이브를 사용하여 복사할 수 있다.

## 같이 보기
- 인텔 HEX